# Euphrasia micrantha
Euphrasia micrantha — вид квіткових рослин родини глухокропивових (Lamiaceae).

## Біоморфологічна характеристика
Це напівпаразитичний однорічник. Рослина заввишки 5–25 см, з тонким стеблом, з тонкими, жорсткими, прямовисними гілками, голими чи запушеними. Листки та приквітки дрібні, голі та блискучі, з гострими зубцями. Чашечка 3–4 мм, не зрощена, гола, з ланцетно-гострими частками, майже дорівнює трубці. Віночок 4–6 мм, білуватий або багряний, з нижньою губою з жовтими плямами, верхньою з цільними частками. Коробочка 4 мм, перевищує чашечку, гола, по краю війчаста.

## Поширення
Росте у Європі від Іспанії до Уралу; інтродукований до Північної Америки.
В Україні вид росте на луках та в горах — у Закарпатській обл. (Боржавські полонини, гора Томнатік, Свалявський р-н, с. Керецький), рідко; в Прикарпатті, Опіллі, на Поліссі та в Лісостепу, часто.